# Pierre Terrail
Pierre Terrail LeVieux, senhor de Bayard (Château Bayard, Pontcharra (Isère), 1473 – Romagnano Sesia, 30 de Abril de 1524), conhecido comumente como apenas Bayard (Senhor de Bayard) ou Cavaleiro Bayard (Cavaleiro de Bayard) foi um militar francês, herói na Guerra Italiana de 1521-1526 e considerado como o ideal do cavaleiro medieval.
O Cavaleiro Bayard foi um cavaleiro e líder militar francês na transição entre a Idade Média e o Renascimento, era chamado — por sua valentia e caráter — de "chevalier sans peur et sans reproche" ("cavaleiro destemido e irrepreensível"). Ele próprio preferia o nome dado a ele por seus contemporâneos por sua alegria e gentileza, "le bon chevalier" ("o bom cavaleiro").
Sua vida é narrada por um de seus camaradas de armas, Jacques de Mailles, na obra "Très joyeuse et très plaisante histoire du gentil seigneur de Bayart, le bon chevalier sans peur et sans reproche" ("Muito alegre e muito agradável história do gentil senhor de Bayart, o bom cavaleiro destemido e irrepreensível"). Um de seus lemas era “Accipit ut det” que significa “Ele aceita para dar”.

## Vida pregressa
Pierre III Terrail é filho de Aimão, senhor de Bayard, e Hélène Alleman de Laval, irmã do bispo de Grenoble, Laurent Alleman. Bayard nasceu no Château Bayard, no Dauphiné (perto de Pontcharra, no Isère) no sul da França, descendente de uma família nobre com tradição militar — três gerações de ancestrais Terrail morreram sucessivamente em batalha de 1356 a 1465. A arte de viver e morrer e um apurado sentido da honra eram os valores essenciais desta família. Embora nobres, ou notários portando a espada como Pierre I Terrail, os Terrails não podiam liderar o caminho, sendo sua propriedade limitada a 28 jornadas, ou o equivalente a 7 hectares. 
O Château Bayard era uma simples casa fortificada construída no início do século XV pelo bisavô de Bayard, Pierre du Terrail primeiro do nome (notário que carregava a espada). O suposto mais velho de uma família de oito filhos, incluindo quatro meninos, Bayard teve que levar uma vida ascética dentro desta grande família. Se ele consegue vislumbrar uma carreira militar, é graças à generosidade de seu tio Laurent Alleman, irmão de sua mãe Hélène Alleman e bispo de Grenoble. Ele começou com estudos muito modestos na escola da catedral na capital do Dauphiné, na esquina da atual rue Hache, onde aprendeu a escrever. Seu primo em primeiro grau, Gaspard de Vallier, filho de Odette Alleman e do nobre Claude Vallier, é marechal da Ordem de São João de Jerusalém.
Em fevereiro de 1486, aos 11 anos, obteve, ainda graças ao tio, um lugar de pajem na corte de Carlos I, duque de Saboia, onde recebeu o apelido de Riquet e depois Piquet por causa de sua ânsia de ferroar seu cavalo com suas esporas.
Partindo para sua aprendizagem de armas em Turim, terminou seus estudos militares na corte da França. Em 1493, aos 17 anos, ingressou na companhia do conde de Ligny como homem d'armas.
Ele serviu como pajem do jovem duque Carlos I de Saboia até março de 1490, quando o duque morreu de uma doença.

## Aparência e personalidade

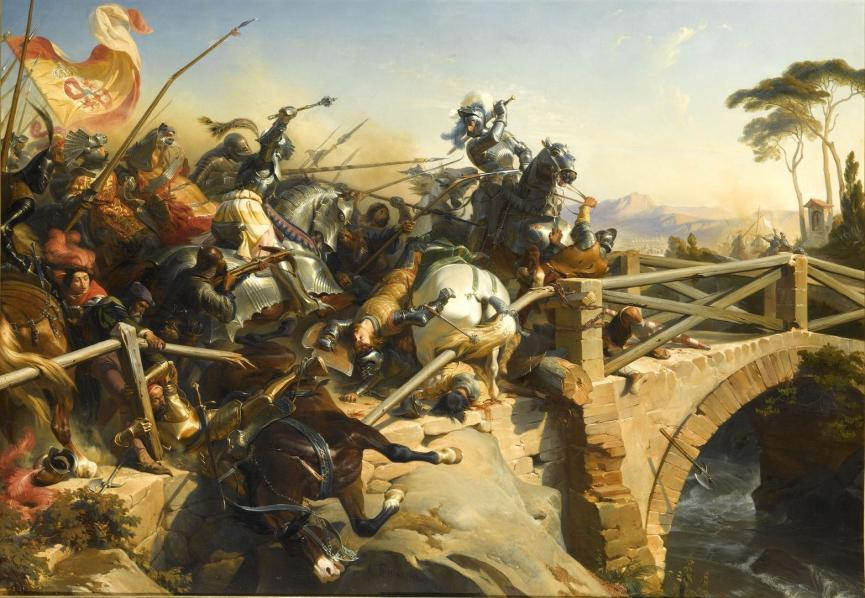
Bayard na Batalha de Garigliano (1503), por Philippoteaux

Em seu retrato feito por Jacques de Mailles, seu escudeiro e biógrafo, Bayard aparece como um homem de rosto fino e pálido, cabelos castanhos, nariz comprido e dois olhos atentos e brilhantes. Jacques escreve que Bayard, pequeno em estatura quando criança, cresceu consideravelmente durante a adolescência. Isso é apoiado por estudos modernos de seu crânio, que levantam a hipótese de que ele atingiu 1,80m; uma altura acima da média para sua época.
O historiador francês Aymar du Rivail o descreveu como "cortês, alegre; não orgulhoso, na verdade modesto".
Pela investidura de cavaleiro que recebeu em batalha, Bayard sempre se sentiu profundamente ligado ao código de honra da cavalaria. Lealdade absoluta até para com os inimigos, caridade e ajuda eram as suas regras de vida, de fato fazia tudo pela recuperação das prostitutas e assistia pessoalmente os doentes da peste. Enquanto seus compatriotas se entregavam à violência e às incursões de saque, Bayard sempre se manteve respeitoso com os fracos e vencidos, fazendo o máximo para defendê-los, e ardia de raiva furiosa diante de toda crueldade e injustiça. Ele até pagava do próprio bolso os bens que requisitava para a necessidade de provisões, enquanto seus conterrâneos simplesmente os arrebatavam dos camponeses com violência.
Como costumava liderar a vanguarda nas investidas e passar para a retaguarda nas retiradas, ordenava aos seus homens que extinguissem as fogueiras que os seus colegas haviam feito nas aldeias, e colocava sentinelas em defesa das igrejas e mosteiros para impedir os saques e estupro de mulheres que ali se refugiavam. Tal era a fama da magnanimidade de Bayard que o povo da Itália, que fugia para as florestas e montanhas quando homens armados chegavam, ao invés disso, vinha correndo ao encontro de suas tropas, aclamando seu nome em voz alta e oferecendo-lhe presentes.
Isso não o impediu de se tornar um combatente feroz e temido em batalha. Ele não tinha misericórdia nem para com seus inimigos nem para consigo mesmo quando em combate e, assim, não entrou em contradição com a viva fé religiosa que nutria desde a infância. Deus quis que ele fosse um cavaleiro e ele se limitou a cumprir a vontade de Deus; ele sempre se colocou nas mãos de Deus imediatamente antes de cada batalha.

## Biografia
Em 1494 acompanhou Carlos VIII na Itália, e feito cavaleiro após a batalha de Fornovo, em 1495, quando capturou um sítio. Logo depois, entrando em Milão perseguindo os inimigos, foi feito prisioneiro, mas acabou libertado sem pagamento de resgate por Ludovico Sforza. Em 1502 foi ferido em Canossa.

## A morte do Cavaleiro

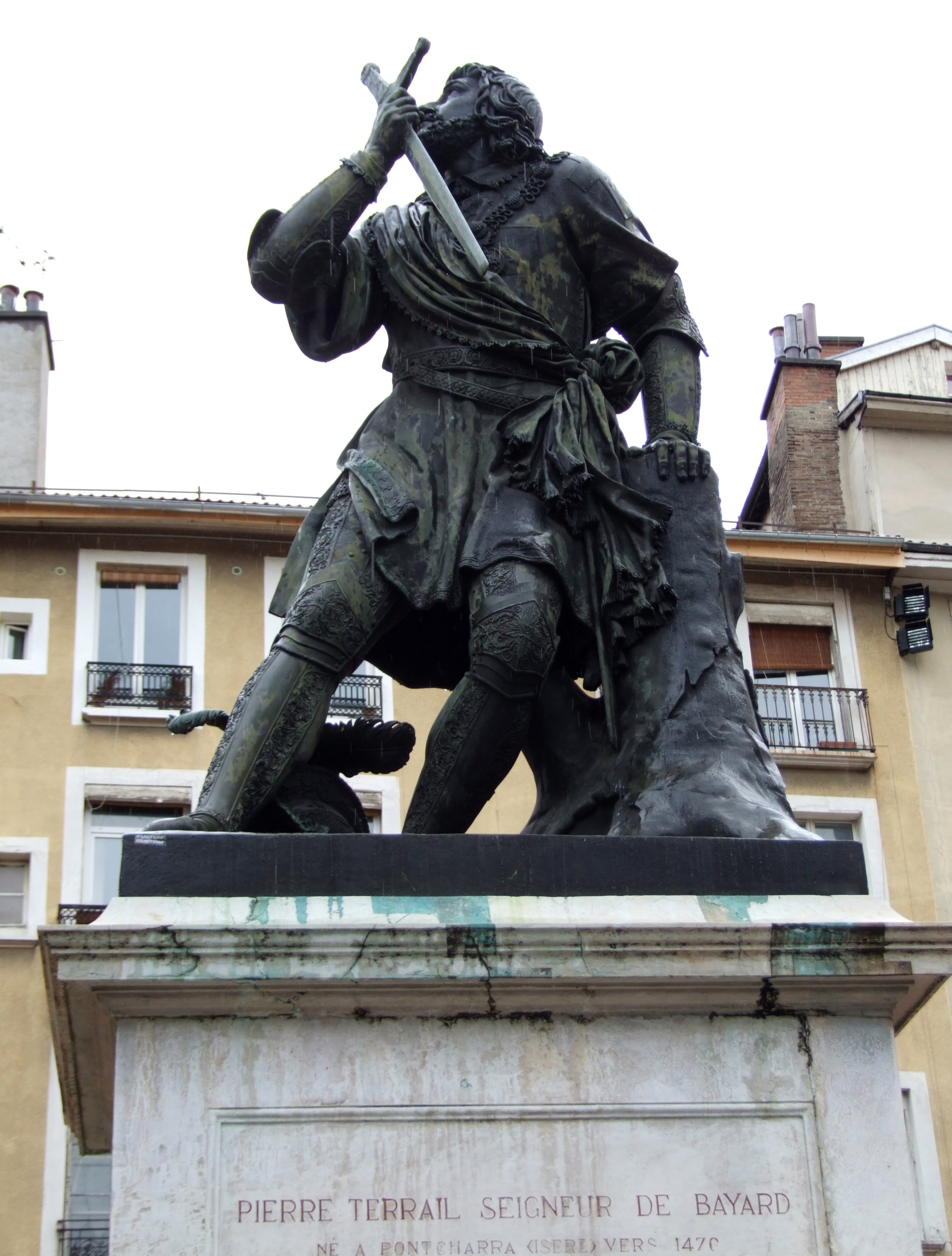
Estátua homenageando o Senhor de Bayard

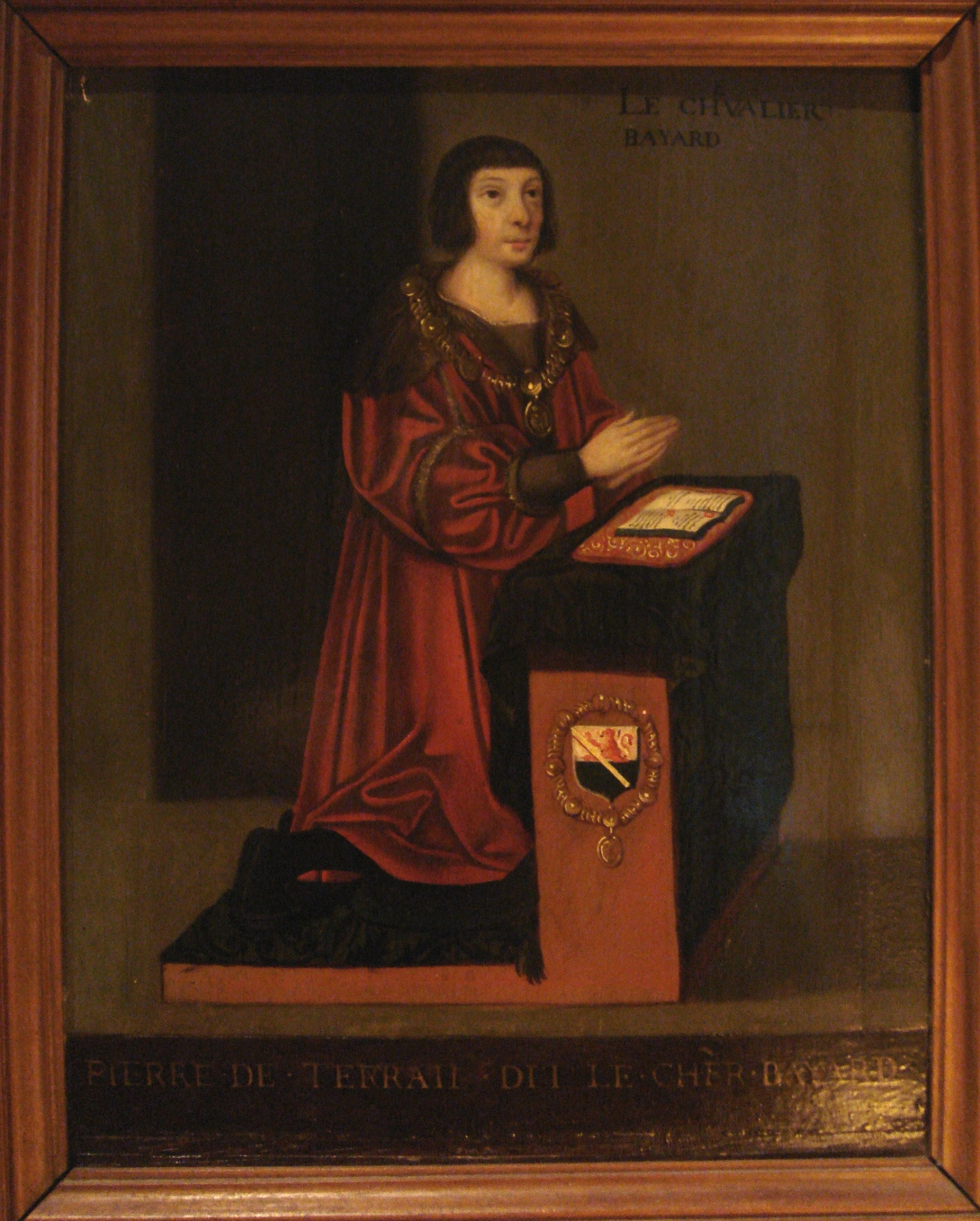
Retrato de Bayard orando, século XVI

Ao cobrir a retirada das tropas francesas do Milanesado, na batalha de Sesia, foi mortalmente ferido. Dele então se aproximara o Condestável de Bourbon, que havia mudado de lado e passado a combater o exército de que um dia fora o comandante-em-chefe e disse-lhe:
"Eh! monsieur de Bayard, que j'ai grande pitié de vous voir en cet état, vous qui fûtes si vertueux chevalier!".
Em livre tradução: Eh! Senhor de Bayard, que grande piedade sinto de encontrar-vos neste estado, vós que foste um virtuoso cavaleiro!
A isto Bayard, dificultosamente, respondera:
"Monseigneur, je vous remercie; il n'y a point de pitié en moi, qui meurs en homme de bien, servant mon roi. Il faut avoir pitié de vous qui portez les armes contre votre prince, votre patrie et votre serment".
Livre tradução: Meu senhor, eu vos agradeço; mas não preciso de piedade para mim, que fui um homem de bem, servindo ao meu rei. É necessário sentir piedade de vós, que portais armas contra vosso príncipe, vossa pátria e vosso juramento de fidelidade.